# Хангчонг

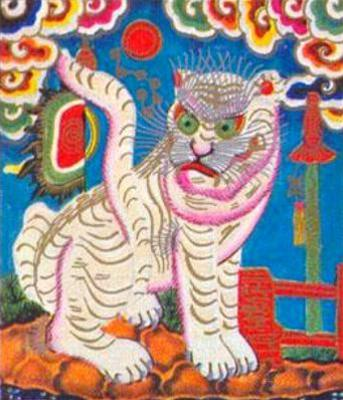
«Белый тигр», популярный сюжет хангчонг

Хангчонг (вьет. Tranh Hàng Trống, чань ханг чонг) — жанр вьетнамского изобразительного искусства; раскрашенные ксилографии, впервые появившиеся на улицах Хангчонг и Хангнон (Hàng Nón) в ханойском районе Хоанкьем.

## История
Хангчонг появились во время царствования династии Ле, в конце XVI века в центре Ханоя, в квартале Тьеутук (Tiêu Túc). В современном Ханое этот квартал располагается между улицами Хангчонг, Хангнон, Хангном (Hàng Hòm) и Хангкуат (Hàng Quạt). Это место было одним из немногих центров создания народной живописи в династическое время. В прошлом хангчонг очень часто покупали на Тет, и художникам приходилось начинать их массовое изготовление ещё в одиннадцатом лунном месяце. По этой причине хангчонг, как и донгхо, называли новогодним рисунком (tranh Tết, 幀節, чань тет). Помимо этого, ремесленники изготавливали хангчонг для даосских храмов и пагод Ханоя.
На 2010 год в стране работал всего один мастер хангчонг, Ле Динь Нгьен (Lê Đình Nghiên). Государство предпринимает попытки возродить это искусство, распространяя хангчонг на фестивалях и организовывая обучение молодых мастеров.

## Создание

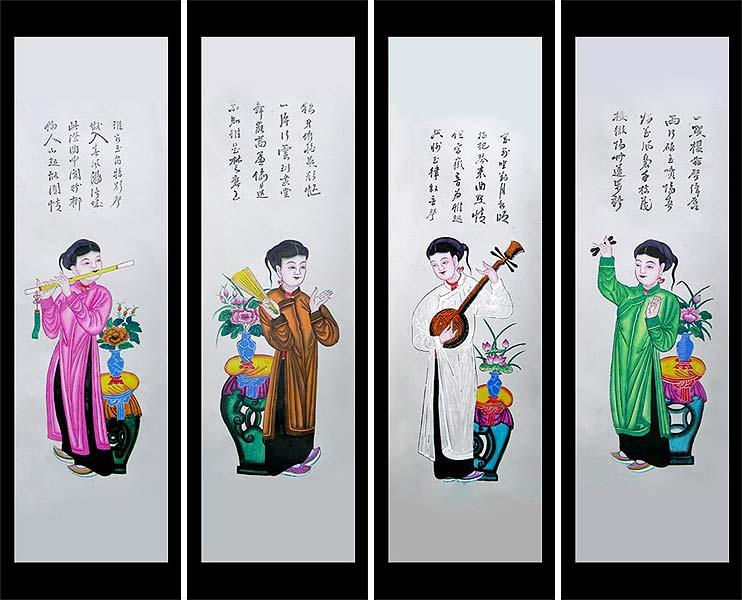
«Четыре исполнительницы»

Обычные темы хангчонг — духовные и культурные символы, к примеру, белый тигр (Bạch hổ, 白虎, бать хо) и карп (cá chép, 𩵜𩺗, ка теп), что демонстрирует более сильное влияние буддизма и даосизма, чем в картинах донгхо. Однако помимо религиозных сюжетов создатели хангчонг также обращались к фольклорным сюжетам, аналогичным донгхо: «жмурки» (bịt mắt bắt dê, бит мат бат де), «делай как я» (rồng rắn, ронг ран) и «жабья школа» (Thầy đồ Cóc, тхай до кок). Стиль исполнения хангчонг более приближен к городскому, в отличие от деревенских донгхо, которые отражают крестьянскую точку зрения.
Популярные сюжеты хангчонг — Пять тигров (Ngũ hổ, нгу хо), Карп, смотрящий на Луну (Lý ngư vọng nguyệt, ли нгы вонг нгует), Четыре исполнительницы (вьет. Tứ bình, ты бинь) и Девушка (Tố nữ, то ны).
При производстве на бумаге печатают чёрный контур, который раскрашивают вручную. Из-за этого каждая гравюра имеет уникальные черты, что ценится клиентами. Бумага для хангчонг называется «бумага из череды» (giấy xuyến chỉ, зяй сюен ти). Яркие красители для этих гравюр получают из натуральных пигментов, основные цвета — розовый, голубой, зелёный, красный, жёлтый.